# Neverita duplicata
Neverita duplicata är en snäckart som först beskrevs av Thomas Say 1822.  Neverita duplicata ingår i släktet Neverita och familjen borrsnäckor. Inga underarter finns listade i Catalogue of Life.

## Bildgalleri

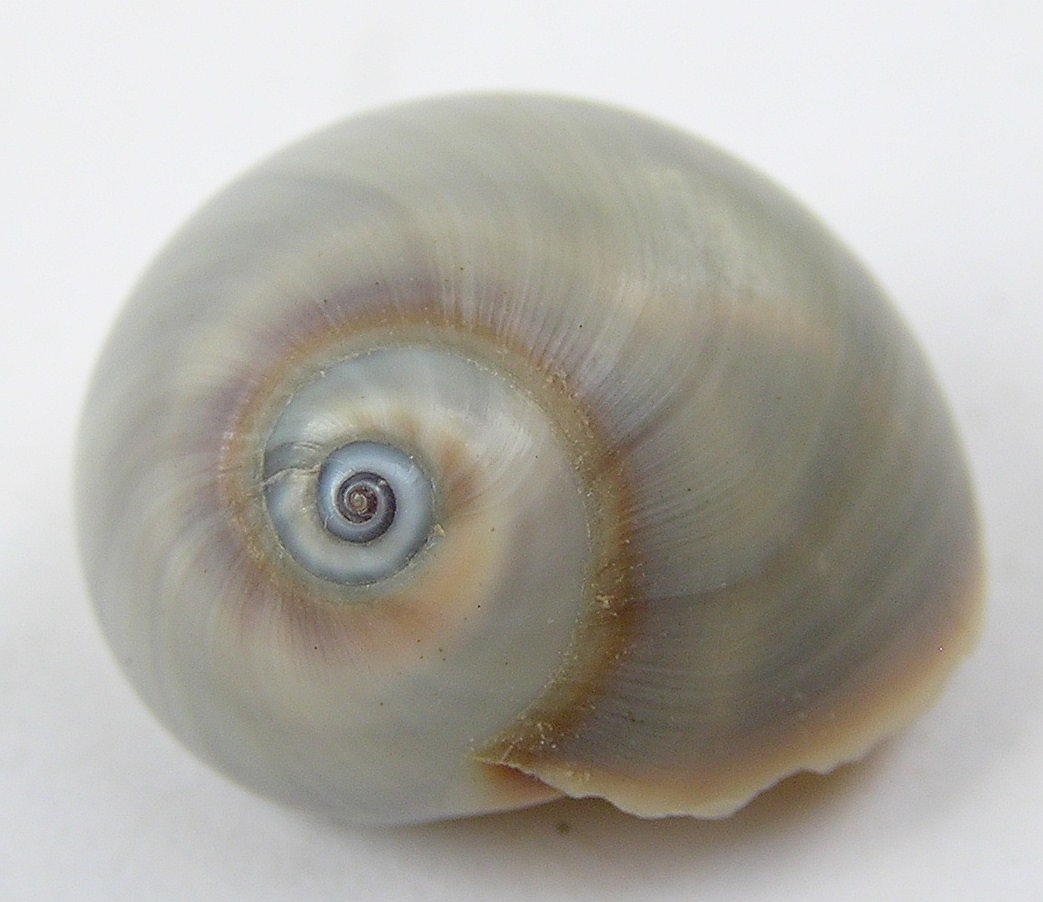
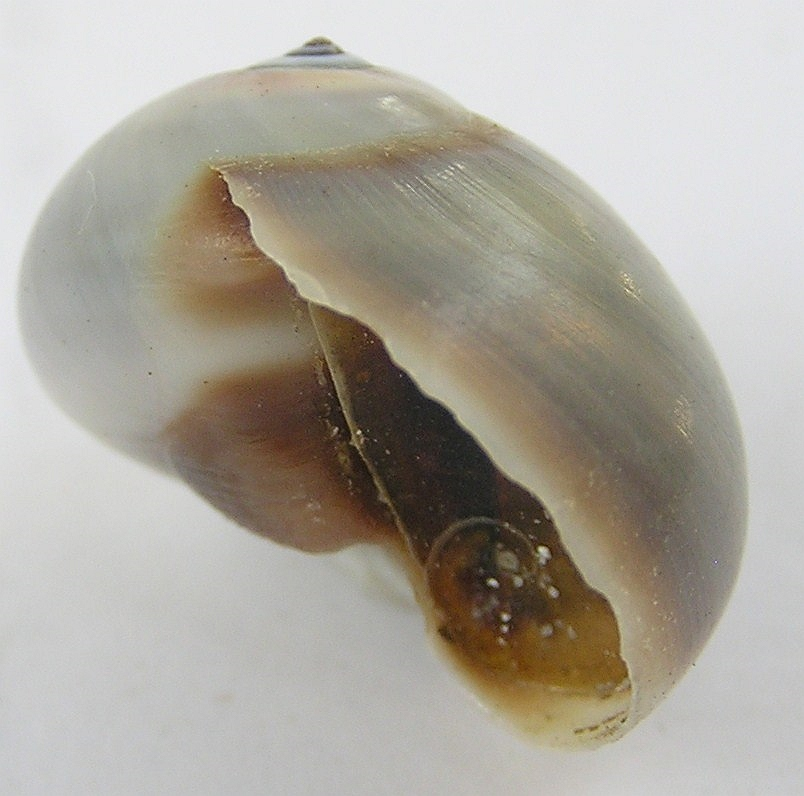
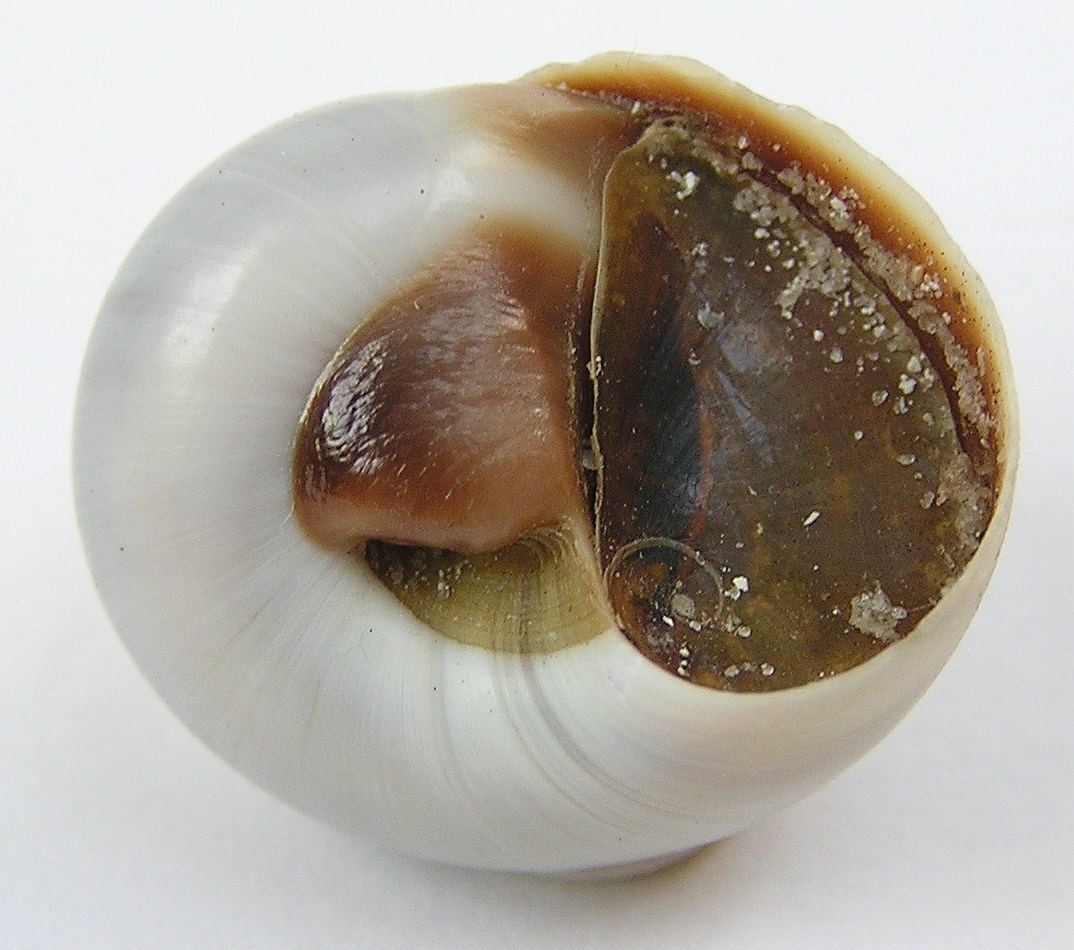
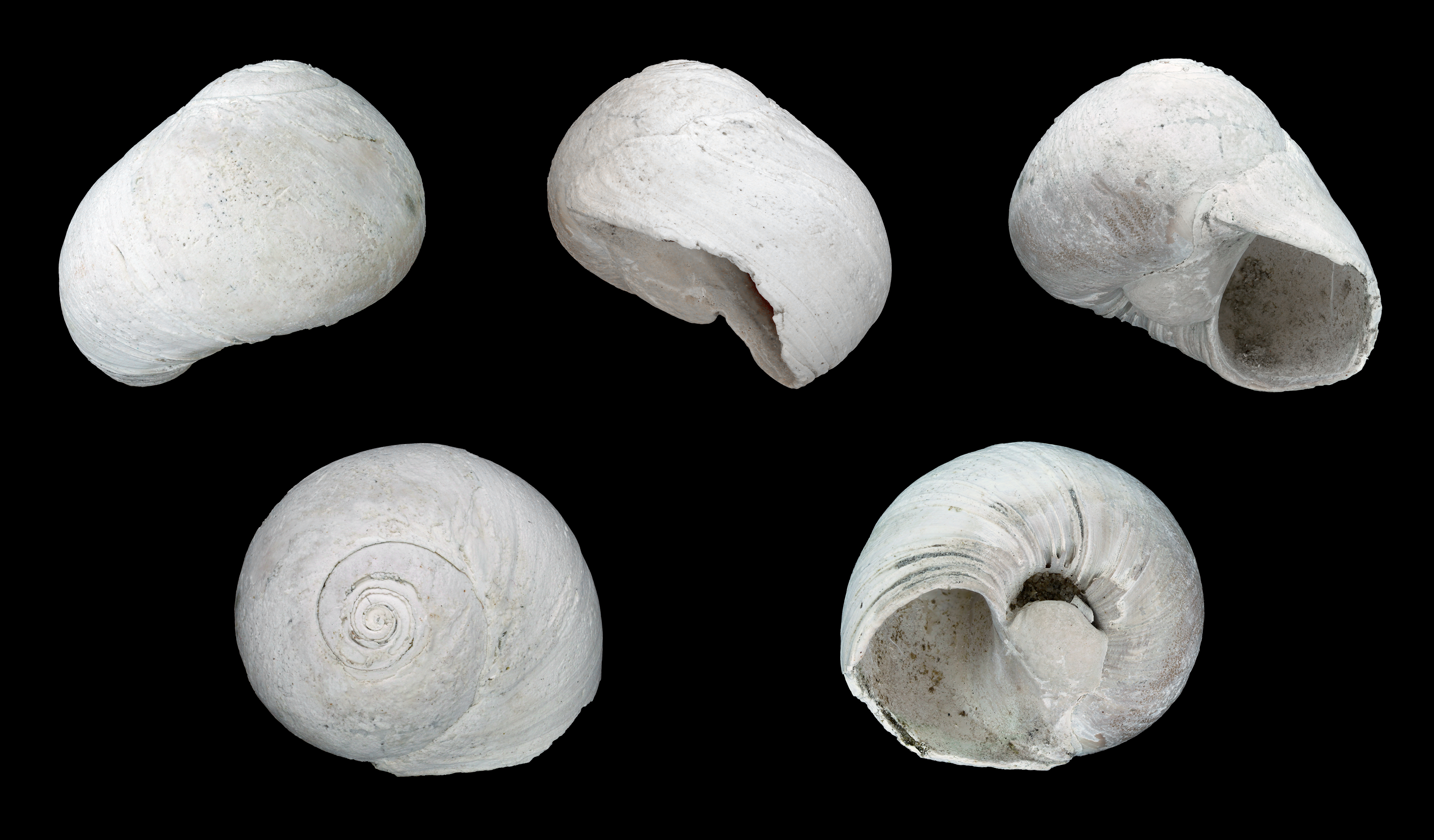